# Jessi Klein
Jessi Ruth Klein (nacida el 18 de agosto de 1975) es una escritora, actriz y comediante estadounidense. Klein ha aparecido regularmente en programas como The Showbiz Show with David Spade y Best Week Ever de VH1 y ha actuado en stand-up en Premium Blend de Comedy Central. Proporcionó comentarios para CNN en los debates de las elecciones presidenciales de Estados Unidos de 2004. Una autoproclamada «geek», Klein ha aparecido en los especiales de televisión My Coolest Years: Geeks en VH1 y Rise of the Geeks en E!. Klein también proporcionó la voz de Lucy en el piloto animado de Lucy, la hija del diablo de Adult Swim.
Klein trabajó anteriormente como directora de desarrollo para Comedy Central. Algunos de los programas que ayudó a desarrollar para la cadena fueron Chappelle's Show y Stella. Fue la escritora principal y productora ejecutiva de Inside Amy Schumer.

## Carrera
En 2004, Klein apareció dos veces en el episodio de la temporada 2 «Wayne Brady Show» de Chappelle's Show: primero, en la sala de juntas para informar a Dave de lo reemplazable que es en el programa, y luego ella, junto con Neal Brennan, son gaseados por Dave Chappelle en las alas del escenario justo antes de que Chappelle se enfrente a Wayne Brady para retomar su espectáculo.
En 2009, escribió y coprotagonizó Michael & Michael Have Issues en Comedy Central. También trabajó como escritora en Saturday Night Live durante la temporada 2009-2010.
El especial de Klein Comedy Central Presents se emitió el 4 de marzo de 2011.
Klein hizo su primera aparición como panelista en el programa de preguntas y noticias de comedia de NPR, Wait Wait... Don't Tell Me!. Fue la primera presentadora invitada del programa el 11 de marzo de 2017.
Fue productora ejecutiva y escritora de Inside Amy Schumer en Comedy Central desde su debut, y ganó un premio Primetime Emmy a la mejor serie de sketches de variedades en 2015 por su trabajo en el programa. Ella no era escritora en su quinta temporada. También fue productora consultora en la serie Transparent en 2016.
Klein lanzó su primer libro en julio de 2016, You'll Grow Out of It, que se convirtió en un éxito de ventas del New York Times. El segundo libro de Klein, I'll Show Myself Out: Essays on Midlife and Motherhood, se publicó en abril de 2022.
Klein se ha desempeñado como productora consultora de la serie de comedia animada Big Mouth de Netflix desde 2017, y proporciona la voz de uno de los personajes principales de la serie, Jessi Glaser.

## Obras seleccionadas

### Libros
- Klein, Jessi (2016). You'll Grow Out of It. Grand Central Publishing.
- Klein, Jessi (2022). I'll Show Myself Out: Essays on Midlife and Motherhood. Harper.

### Ensayos y reportajes
- Klein, Jessi (23 de mayo de 2016). «The bath: a polemic». The New Yorker (en inglés) 92 (15): 36-37.